# Cyanochen cyanoptera
El ganso aliazul, ganso ala azul o oca de alas azules (Cyanochen cyanoptera) es una especie de ave anseriforme de la familia Anatidae endémica de Etiopía, la única del género Cyanochen. No se conocen subespecies.